# Natalina
Natalina  (англ.) — род лёгочных улиток из надсемейства Rhytidoidea (Stylommatophora, Gastropoda). Эндемики Южной Африки. Встречаются в южной и восточной частях региона Большого Уступа (Great Escarpment), от Бавиаансклооф (Восточно-Капская провинция) до области реки Блайд, Мпумаланга (24.56°S, бывший Восточный Трансвааль) и долины устья реки Лимпопо в южном Мозамбике (25.11°S). Ракушки среднего и сравнительно крупного размеров (диаметр у взрослых особей до 75,5 мм), оливково-зелёного и коричневого цветов. Ведут хищный образ жизни (питаются, в том числе, другими моллюсками и земляными червями).

## Систематика
2 подрода (Natalina и Tongalina). Ранее включаемые в качестве подродов таксоны Afrorhytida и Capitina, теперь рассматриваются в качестве самостоятельных родов.
- Natalina beyrichi
- Natalina cafra  A. de Férussac, 1821
- Natalina inhluzana (Melvill & Ponsonby, 1894)
- Natalina quekettiana (Melvill & Ponsonby, 1893)
- Natalina reenenensis Connolly, 1939
- Natalina scharfiae  Pfeiffer, 1861
- Natalina wesseliana  Kobelt, 1905